# Anton Kosovel
Anton Kosovel, slovenski učitelj in zborovodja, * 28. februar 1860, Črniče, † 4. november 1933, Tomaj.

## Življenje in delo
Rodil se je v družini vipavskega kmeta Valentina in matere Marjane (rojena Komel). Po ljudski šoli, ki jo je obiskoval v rojstni vasi, je v Gorici končal nižjo gimnazijo in nadaljeval šolanje na koprskem učiteljišču, kjer je leta 1881 maturiral. Prvo službeno mesto je dobil v Šempasu, po dveh letih je bil prestavljen v Dutovlje, nato je bil nadučitelj v Sežani, kjer je kmalu postal ravnatelj tamkajšne šole. Tu se je 3. novembra 1894 poročil s Katarino Stres. Po dvanajstih letih službovanja v Sežani je bil leta 1905 iz političnih razlogov kazensko premeščen v Pliskovico, po treh letih pa je nastopil službo Tomaju, kjer je deloval vse do upokojitve leta 1925. Po upokojitvi je še štiri leta  v vaseh Dutovlje, Skopo, Kopriva in Dobravlje vodil večerne tečaje  iz kmetijstva. V krajih, kjer je služboval, je vodil cerkvene in pevske zbore, v vasi Skopo pa je bil nekaj časa tudi organist.
Je oče pesnika Srečka Kosovela, pesnika in novinarja Stana Kosovela ter pianistke Karmele Kosovel.